# Naissance en 1194
Naissance
- 1190
- 1191
- 1192
- 1193
- 1194
- 1195
- 1196
- 1197
- 1198

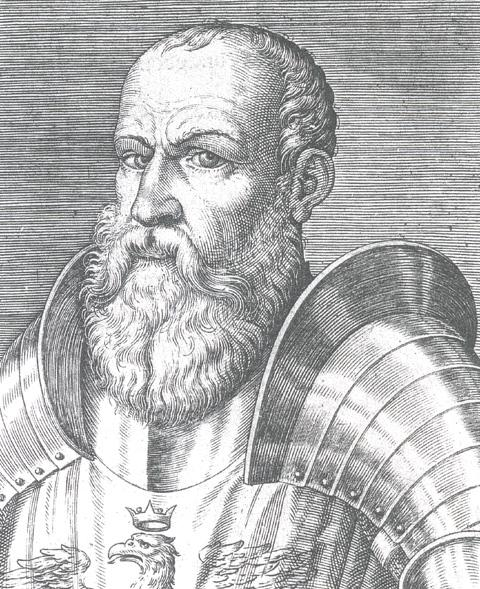
Ezzelino III da Romano, né en 1194.

Cette page dresse une liste de personnalités nées au cours de l'année 1194 :
- 25 avril : Ezzelino III da Romano, seigneur de l'actuelle localité de Romano d'Ezzelino et condottiere italien.
- 26 décembre : Frédéric II, empereur des Romains), roi de Germanie, de Sicile et de Jérusalem.

- Albertet de Sisteron, troubadour natif de Gap.
- Bérengère de Portugal, reine consort de Danemark.
- Ibn Fallus, mathématicien arabe.
- Jacopo Contarini, 47e doge de Venise.
- Lý Huệ Tông, empereur du Đại Việt (ancêtre du Viêt Nam).
- Marguerite de Courtenay-Namur, marquise de Namur.
- Nahmanide,  rabbin.
- Saionji Saneuji, courtisan de premier rang (kugyō) et poète japonais.

date incertaine (vers 1194)
- Siegfried III von Eppstein, archevêque de Mayence.
- Pierre-Roger de Mirepoix, seigneur de Mirepoix dans l'Ariège, vassal pour ses terres du Comté de Foix.

## Crédit d'auteurs
- Cet article est partiellement ou en totalité issu de l'article intitulé « 1194 » (voir la liste des auteurs).